# Lista de nazistas (S–Z)
A lista de pessoas notáveis que em algum momento eram membros do extinto Partido Nazista (NSDAP). Isto não pretende ser uma lista de todas as pessoas que já foram membros do Partido Nazista. Esta é uma lista de figuras notáveis que estavam ativas dentro do partido que fizeram coisas importantes que é digno de nota histórica ou que eram membros do Partido Nazista de acordo com várias publicações confiáveis. Para obter uma lista dos principais líderes e figuras mais importantes do partido veja: Líderes e oficiais do Partido Nazista.
Visão geral A–E F–K L–R S–Z

## S
- Ernst Sagebiel[1]
- Ernst von Salomon[2]
- Ferdinand von Sammern-Frankenegg[3]
- Martin Sandberger[4]
- Eugen Sänger[5]
- Fritz Sauckel[2]
- Albert Sauer[6]
- Karl Saur[7]
- Charles Edward, Duke of Saxe-Coburg and Gotha[8]
- Princess Alexandra of Saxe-Coburg and Gotha[9]
- Georg, Prince of Saxe-Meiningen[10]
- Fritz Schachermeyr[11]
- Emanuel Schäfer[12]
- Georg Schäfer[13]
- Paul Schäfer[14]
- Georg Schaltenbrand[15]
- Hermann Schaper[16]
- Paul Scharfe[17]
- Willi Schatz[18]
- Julius Schaub[19]
- Wolrad, Prince of Schaumburg-Lippe[20]
- Gustav Adolf Scheel[21]
- Walter Scheel[22]
- Walter Schellenberg[23]
- Helmut Schelsky[24]
- Hans Schemm[25]
- Ernst Günther Schenck[25]
- Wilhelm Schepmann[26]
- Julian Scherner[27]
- Max Erwin von Scheubner-Richter[28]
- Gustav Schickedanz[29]
- Walter Schieber[30]
- Theodor Schieder[31]
- Karl Schiller[32]
- Max von Schillings[33]
- Walter Schimana[34]
- Oskar Schindler[35][36][37]
- Baldur von Schirach[38]
- Karl Schiller[39]
- August Schirmer[40]
- Ernst Schlange[41]
- Franz Schlegelberger[42]
- Hans Schleif[43]
- Walter Schlesinger[44]
- Hanns-Martin Schleyer[45]
- Clemens Schmalstich[18]
- Ludwig Schmidseder[46]
- Heinrich Schmidt (médico)[47]
- Heinrich Schmidt (político)[48]
- Paul Schmidt (intérprete)[49]
- Willy Schmidt-Gentner[25]
- Gustav Hermann Schmischke[50]
- Carl Schmitt[49]
- Kurt Schmitt[49]
- Philipp Schmitt[51]
- Paul Schmitthenner[52]
- Hermann Schmitz[53]
- Rudolf Schmundt[54]
- Carl Schneider[55]
- Christian Schneider[56]
- Hans Ernst Schneider[57]
- Georg von Schnitzler[58]
- Gertrud Scholtz-Klink[59]
- Fritz von Scholz[60]
- Karl Eberhard Schöngarth[61]
- Franz Schönhuber[62]
- Ferdinand Schörner[63]
- Vinzenz Schöttl[64]
- Percy Ernst Schramm[65]
- Julius Schreck[66]
- Wolfgang Schreyer[67]
- Hermann Schroeder[68]
- Gerhard Schröder (CDU)[69]
- Kurt Baron von Schröder[59]
- Friedrich Werner von der Schulenburg[70]
- Fritz-Dietlof von der Schulenburg[71]
- Julius Schulte-Frohlinde[72]
- Norbert Schultze[73]
- Walther Schultze[74]
- Paul Schultze-Naumburg[75]
- Erwin Schulz[76]
- Libertas Schulze-Boysen[77]
- Richard Schulze-Kossens[78]
- Erich Schumann[79]
- Horst Schumann[80]
- Otto Schumann[81]
- Günther Schwab[82]
- Josef Schwammberger[83]
- Franz Xaver Schwarz[84]
- Heinrich Schwarz[85]
- Gustav Schwarzenegger[86]
- Elisabeth Schwarzkopf[87]
- Franz Schwede[88]
- Hans Schweitzer[89]
- Otto Scrinzi[90]
- Herbert Scurla[91]
- Rudolf Joachim Seck[92]
- Hans Sedlmayr[93]
- Siegfried Seidl[94]
- Max Seiffert[95]
- Franz Seldte[96]
- Herbert Selpin[97]
- Emil Sembach[98]
- Alexander von Senger[97]
- Hermann Senkowsky[97]
- Hans Joachim Sewering[99]
- Arthur Seyß-Inquart[96]
- Friedrich Siebert[100]
- Ludwig Siebert[101]
- Wolfram Sievers[102]
- Gustav Simon[103]
- Max Simon[104]
- Franz Six[105]
- Wilhelm Simon[106]
- Otto Skorzeny[107]
- Wolfram von Soden[108]
- Gerhard Sommer[109]
- Hans Sommer[110]
- Martin Sommer[111]
- Franz von Sonnleithner[112]
- Duchess Sophia Charlotte of Oldenburg[113]
- Gustav Sorge[114]
- Richard Sorge[115]
- Josef Spacil[116]
- Othmar Spann[117]
- Hugo Spatz[118]
- Albert Speer[117]
- Jakob Sporrenberg[119]
- Jakob Sprenger[120]
- Heinrich Freiherr von Stackelberg[121]
- Sylvester Stadler[122]
- Franz Walter Stahlecker[123]
- Franz Stangl[124]
- Hans Stark[125]
- Johannes Stark[126]
- Ludwig Steeg[127]
- Gustav Adolf Steengracht von Moyland[128]
- Eugen Steimle[129]
- Otto Steinbrinck[130]
- Felix Steiner[131]
- Otto Steinert[132]
- Otto Steinhäusl[133]
- Theophil Stengel[134]
- Ernst Stengelin[135]
- Walther Stennes[136]
- Ilse Stöbe[137]
- Edmund Stoeckle[138]
- Franz Stofel[139]
- Franz Stöhr[140]
- Willi Stöhr[141]
- Hugo Stoltzenberg[142]
- Gregor Strasser[143]
- Otto Strasser[144]
- Karl Straube[145]
- Eduard Strauch[146]
- Bruno Streckenbach[147]
- Heinrich Strecker[148]
- Julius Streicher[144]
- Karl Hans Strobl[149]
- Heinrich Karl Strohm[150]
- Karl Strölin[151]
- Jürgen Stroop[152]
- Wilhelm Stuckart[153]
- Richard Stücklen[154]
- Ludwig Stumpfegger[155]
- Emil Stürtz[156][157]
- Franz Suchomel[158]
- Karl Sudhoff[159]
- Fritz Suhren[160]
- Wilhelm Süss[161]
- Josef Swientek[162]
- Fritz Szepan[163]

## T
- Günther Tamaschke[164]
- Eberhard Taubert[165]
- Oswald Teichmüller[166]
- Otto Telschow[167]
- Ernst Tengelmann[168]
- Josef Terboven[169]
- Bruno Tesch[170]
- Wilhelm Teudt[171]
- Adolf von Thadden[172]
- Otto Georg Thierack[173]
- Heinz Thilo[174]
- Richard Thomalla[175]
- Anton Thumann[176]
- Bruno Thüring[177]
- Fritz Thyssen[178]
- Erich Timm[179]
- Lotte Toberentz[180]
- Fritz Todt[181]
- Karl Toman[182]
- Eduard Paul Tratz[183]
- Erich Traub[184]
- Gerdy Troost[185]
- Alfred Trzebinski[186]
- Hans von Tschammer und Osten[187]
- Harald Turner[188]

## U
- Ernst Udet[189]
- Friedrich Uebelhoer[190]
- Bodo Uhse[191]
- Paul Uhlenhuth[192]
- Siegfried Uiberreither[193]

## V
- Theodor Vahlen[194]
- Edmund Veesenmayer[195]
- Willi Veller[196]
- Otmar Freiherr von Verschuer[197]
- Will Vesper[198]
- Helmut Vetter[199]
- Werner Villinger[200]
- Carl de Vogt[201]
- Hans Vogt (compositor)[202]
- Heinrich Vogt (astrônomo)[203]
- Joseph Vogt[204]
- Elisabeth Volkenrath[205]
- Hermann Voss[206]

## W
- Otto Wächter[207]
- Fritz Wächtler[208]
- Hilmar Wäckerle[209]
- Otto Wagener[210]
- Adolf Wagner[211]
- Gerhard Wagner (médico)[212]
- Gustav Wagner[213]
- Josef Wagner (gauleiter)[214]
- Robert Heinrich Wagner[215]
- Winifred Wagner[216]
- Karl Wahl[217]
- Ernst Wahle[218]
- Josias, Príncipe Hereditário de Waldeck e Pyrmont[216]
- Kurt Waldheim[219]
- Ernst Waldschmidt[220]
- Erna Wallisch[221]
- Martin Walser[222]
- Hertha Wambacher[223]
- Otto-Wilhelm Wandesleben[224]
- Felix Wankel[225]
- Erich Wasicky[206]
- Christian Weber (general da SS)[226]
- Friedrich Weber[227]
- Otto Weber (teólogo)[228]
- Friedrich Wegener[229]
- Paul Wegener (nazista)[230]
- Bernhard Wehner[231]
- Josef Magnus Wehner[232]
- Alfred Weidenmann[233]
- Josef Weinheber[233]
- Karl Weinrich[234]
- Jakob Weiseborn[235]
- Martin Gottfried Weiss[236]
- Wilhelm Weiß[237]
- Eduard Weiter[238]
- Fritz Weitzel[239]
- Ernst von Weizsäcker[240]
- Richard Wendler[241]
- Jakob Werlin[242]
- Joachim Werner (arqueólogo)[243]
- Horst Wessel[240]
- Paula Wessely[231]
- Richard Wetz[244]
- Albert Widmann[245]
- Fritz Wiedemann[246]
- Helmut Wielandt[247]
- Arpad Wigand[248]
- Karl Maria Wiligut[249]
- Werner Willikens[250]
- Herbert Windt[251]
- Hans Winkler[252]
- Heinz Winkler[253]
- Johannes Winkler[254]
- Max Winkler[255]
- Christian Wirth[256]
- Herman Wirth[257]
- Eduard Wirths[258]
- Dieter Wisliceny[259]
- Fritz Witt[260]
- Georg Wittig[261]
- Michael Wittmann[262]
- Johanna Wolf[263]
- Karl Wolff[259]
- Kurt Wöss[264]
- Udo von Woyrsch[265]
- Gustav Adolf von Wulffen[266]
- Alfred Wunderlich[267]
- Alfred Wünnenberg[268]
- Joachim Wünning[269]
- Carl Wurster[270]
- Philipp Wurzbacher[271][272]
- Walther Wüst[273]

## Y
- Wolfgang Yorck von Wartenburg[274]

## Z
- Wilhelm Zander[275]
- Wilhelm Zangen[276]
- August Zehender[277]
- Hans Heinz Zerlett[278]
- Adolf Ziegler[279]
- Hans Severus Ziegler[280]
- Joachim Ziegler[281]
- Franz Ziereis[282]
- Ernst Zierke[283]
- Hermann Zilcher[284]
- Egon Zill[285]
- Emma Zimmer[286]
- Ferdinand Zimmermann[287]
- Friedrich Zimmermann[288]
- Hans Zimmermann[289]
- Anton Zischka[290]
- Wilhelm Zoepf[291]
- Fritz Zweigelt[292]